# Núclid màgic

Gràfic de la taula d'núclids

Un núclid màgic és un núclid amb un nombre de nucleons anomenat "màgic" perquè fa que el núclid sigui excepcionalment estable, molt més del que es podria esperar. El terme nombre màgic s'empra a la física nuclear per a designar certs nombres de nucleons (o protons o neutrons) tals que estan distribuïts en capes completes dins del nucli atòmic. Els set nombres màgics més àmpliament reconeguts són 2, 8, 20, 28, 50, 82 i 126.
Els nuclis atòmics amb aquests nombres màgics de nucleons tenen una mitjana d'energia d'enllaç nuclear més alta per nucleó que es podria esperar basat en les prediccions i, per tant, són molt més estables.
L'estabilitat inusual dels núclids que tenen nombres màgics significa que els elements transurànics es poden crear amb nuclis extremadament grans i no estar subjectes a la desintegració radioactiva extremadament ràpida associada normalment als nombres atòmics alts. Els núclids grans amb nombres màgics de nucleons es diu que existeixen en una illa d'estabilitat A diferència dels nombres màgics 2-126, realitzats en nuclis esfèrics, els càlculs teòrics prediuen que els nuclis a l'illa de l'estabilitat estan deformats. Abans, els nombres màgics com el 184 es predeien basant-se en simples càlculs que els assumien formes esfèriques. Ara es pensa que la seqüència de nombres màgics esfèrics no es pot estendre d'aquesta manera.

## Doblement màgic
Els nuclis que tenen el nombre de neutrons i el nombre atòmic de protons igual a un dels nombres màgics s'anomenen doblement màgics, i són especialment estables. Exemples de núclids doblement màgics són l'heli 4 (4He), oxigen 16 (¹⁶O), calci 40 (40Ca), calci 48(48Ca), niquel 48 (48Ni) i plom 208 (208Pb). L'Estany 100 (100Sn) i l'estany 132 (132Sn) són isòtops de l'estany doblement màgics que són inestables; no obstant representen el punt final més enllà del qual l'estabilitat cau ràpidament. No és casual que l'heli 4 (4He) es trobi entre els nuclis més abundants i estables de l'univers i que el plom 208 (208Pb) sigui el núclid estable més pesant.
Tant el calci 48 (48Ca) com el niquel 48 (48Ni) són doblement màgics perquè el calci 48 té 20 protons i 28 neutrons metre el niquel-48 té 28 protons i 20 neutrons. El calci 48 és molt ric en neutrons per a un element tan lleuger, però és estable en ser doblement màgic. De la mateixa manera, el niquel 48, descobert el 1999, és l'isòtop conegut més ric en protons més enllà de l'heli 3.
Al desembre 2006 es va descobrir l'hassi 270 (270Hs), que té un període de semidesintegració inusualment llarg, de 22 segons. L'hassi 270 evidentment forma part d'una illa d'estabilitat, i pot fins i tot ser doblement màgic.